# Napoléon Gobert
El barón Napoléon Jacques Gobert (Metz, 29 de diciembre de 1807-El Cairo, 5 de octubre de 1833) fue un filántropo francés. Tras su muerte, gracias a su legado, se instituyeron sendos  galardones académicos franceses conocidos como Premio Gobert y Gran Premio Gobert.

## Biografía
Napoléon Gobert era hijo del general Jacques Nicolas Gobert, barón del imperio, y de Olive Agathe Berthois. Con ocasión de su nacimiento tuvo como padrino al emperador Napoleón I, que el mismo día puso su nombre a una docena de hijos de sus mariscales y generales, bautizados en Catedral de Notre-Dame de París junto a Napoleón-Carlos Bonaparte, hijo de Luis Bonaparte, rey de Holanda. Su padre murió cuando él tenía cinco años.
Gobert realizó sus estudios en la Facultad de Derecho de París; en 1826 firmó, junto con 165 de sus compañeros de clase, una petición de oposición al proyecto de Joseph de Villèle de restablecer el derecho de primogenitura. Su madre murió cuando él acababa de alcanzar la mayoría de edad.
Participó en los días de la revolución de 1830 en las filas de los insurgentes, fue nombrado agregado de la embajada de Francia en Inglaterra. En 1833 realizó un viaje a Egipto, donde falleció a causa de un ataque de fiebre el 5 de octubre. Está enterrado en el cementerio de El Cairo.
Poseedor de una gran fortuna, aunque con una frágil salud, redactó su testamento en abril-mayo de 1833; en el mismo deshereda a su familia y lega sus bienes a acciones filantrópicas. En primer lugar, el barón Gobert donó a sus agricultores y aparceros de Bretaña los bienes inmuebles que le tenían en alquiler, con la única obligación de enseñar a leer y escribir a sus hijos. Además, dedicó 200 000 francos a la construcción de un monumento funerario para su padre, en el cementerio de Père-Lachaise.
Finalmente el resto de su fortuna fue legado a sendas academias del Instituto de Francia, destinando tales fondos a la constitución de una renta anual para que cada una de estas instituciones concediera un premio a historiadores:
- el Premio Gobert de la Academia de Inscripciones y Bellas Letras al autor del «trabajo más erudito o profundo sobre la historia de Francia o los estudios relacionados con ella»;
- el Gran Premio Gobert para la Academia Francesa, a «la pieza más elocuente de la historia francesa»

La familia del barón Gobert recurrió este testamento, pero  perdieron el caso. El Instituto de Francia finalmente llegó a un acuerdo con la familia y los legados que se le habían hecho se redujeron a una renta de 20 000 francos.
La Academia Francesa mantiene la tumba de Napoléon Gobert en El Cairo. Las dos Academias levantaron la tumba del general Gobert en el cementerio de Père-Lachaise, realizada por David d'Angers.

## Homenajes
Hacia 1847 el artista David de Angers, también realizó un bajorrelieve en terracota titulado Napoléon Gobert (1807-1833), mourant en Égypte, remet son testament à un ami.
En 1870 la ciudad de París nombró en su honor la rue Gobert en el XI distrito; 
En 1956, la ciudad de Metz nombró una rue Napoléon-Gobert.